# Ink Serialized Format
Ink Serialized Format oder ISF ist ein Format des Software-Konzerns Microsoft, welches zur Speicherung von mit elektronischer Tinte geschriebenen Informationen verwendet wird.
Das Format wird hauptsächlich in mobilen Geräten, also beispielsweise Personal Digital Assistants, Tablets und Ultra-Mobile PCs zur Speicherung von Daten benutzt, die mit einem Eingabestift eingegeben wurden.
Ein Tinten-Objekt ist eine Folge von Strichen, wobei jeder Strich eine Folge von Punkten ist, Punkte bestehen ihrerseits X- und Y-Koordinaten. Viele Mobilgeräte können auch Informationen über die Druckstärke und den Winkel zur Verfügung stellen. Zusätzlich können in dem Objekt benutzerdefinierte Informationen gespeichert werden.

## Verfügbarkeit
Die Spezifikation ist frei zum Download verfügbar. Microsoft hat das ISF-Format zu den unter den Bedingungen des Open Specification Promise verfügbaren Technologien hinzugefügt, dadurch werden ISF-bezogene Patentansprüche für jeden gültig, so dass jeder ISF verwenden oder implementieren kann.
Aus diesem Grund kann das Format sogar zusammen mit Open-Source-Lizenzen, wie beispielsweise der GPL v2 verwendet werden.